# Enrique De La Fuente
Pour les articles homonymes, voir De la Fuente.
Enrique De La Fuente est un joueur de volley-ball espagnol, né le 11 août 1975 à Vigo. Il mesure 1,94 m et joue réceptionneur-attaquant. Il est marié avec la volleyeuse française Kinga Maculewicz.

## Clubs
| Club                       | Pays    | De        | À         |
| -------------------------- | ------- | --------- | --------- |
| Vigo Pontevedra            | Espagne | 1996-1997 | 1996-1997 |
| AS Cannes                  | France  | 1997-1998 | 1998-1999 |
| Itas Trente                | Italie  | 1999-2000 | 2000-2001 |
| Copra Plaisance            | Italie  | 2001-2002 | 2002-2003 |
| Pérouse Volley             | Italie  | 2003-2004 | 2005-2006 |
| Acqua Paradiso Montichiari | Italie  | 2006-2007 | 2006-2007 |
| Portol Palma de Majorque   | Espagne | 2007-2008 | 2007-2008 |
| Galatasaray Istanbul       | Turquie | 2008-2009 | 2009-2010 |
| Trefl Gdańsk               | Pologne | 2010-2011 | 2010-2011 |
| Club Vigo Voleibol         | Espagne | 2011-2012 | 2011-2012 |

## Palmarès
Néant.